# Bernhard Wittwer
Bernhard Wittwer (* 1942 in Berlin) ist ein deutscher Industrie-Designer.

## Leben und Werk
Wittwer absolvierte von 1957 bis 1961 die erweiterte Oberschule mit Abitur und Schlosserausbildung. Nach einem Praktikum studierte er von 1962 bis 1967 Formgestaltung an der Hochschule für bildende und angewandte Kunst in Berlin-Weißensee.

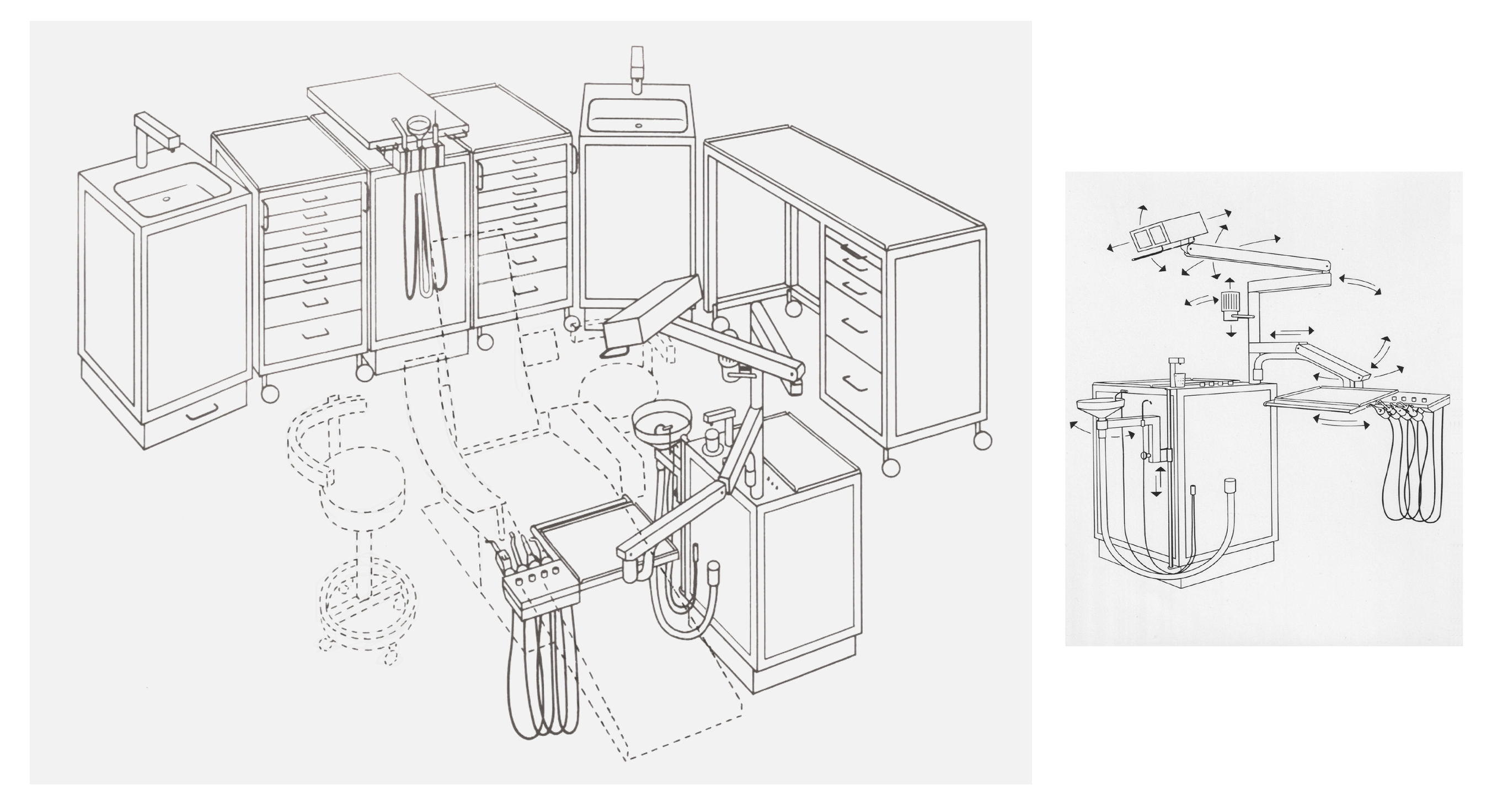
Stomatologischer Arbeitsplatz PROBASET (Modularsystem), 1975, VEB Medizinische Geräte Berlin

Danach war er bis 1980 als Formgestalter Gruppenleiter im VEB Medizinische Geräte Berlin / Hauptabteilung Forschung und Entwicklung. Hier gestaltete er u. a. Krankenhauseinrichtungen, Dentaltechnik, Sterilisatoren, Endoskope. Er erhielt mehrmals die Medaille Gutes Design des Amtes für industrielle Formgestaltung. Von 1967 bis 1980 war er Mitglied der Zentralen Arbeitsgruppe „Programmbibliothek für Aufgaben des Planes Wissenschaft und Technik“ des Ministeriums für Allgemeinen Maschinen-, Landmaschinen- und Fahrzeugbau Dresden. Außerdem war er von 1971 bis 1990 Gutachter des Amtes für Standardisierung, Meßwesen und Warenprüfung Jena.

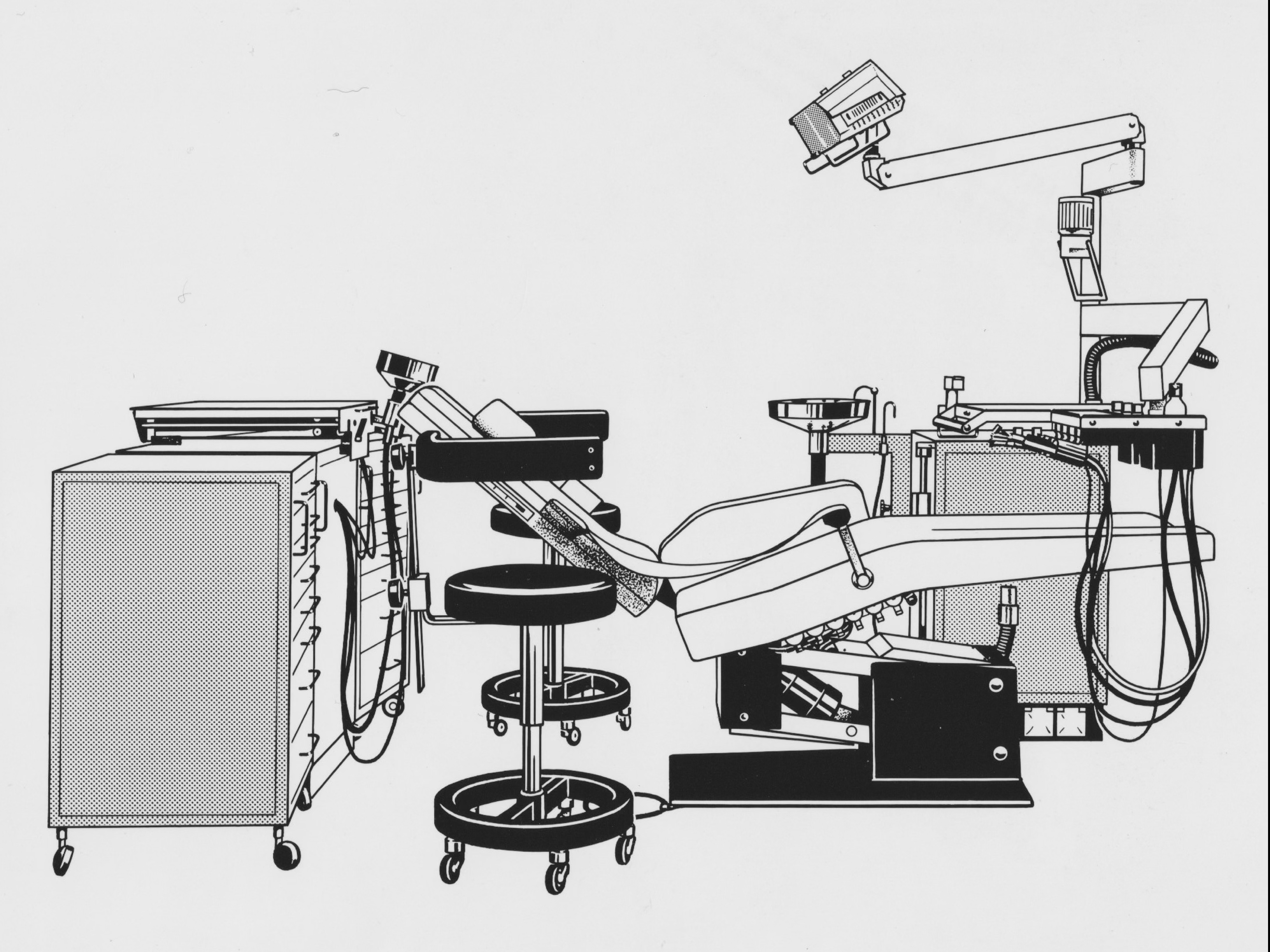
Stomatologischer Arbeitsplatz PROBASET (Modularsystem), 1975, VEB Medizinische Geräte Berlin, Produktion

1980 promovierte er nach einer externen Aspirantur von 1974 bis 1979 über neurobiologische     Grundlagen der Wahrnehmung zum Dr. phil. an der Humboldt-Universität zu Berlin / Bereich Philosophie der Wissenschaften.
Von 1980 bis 1981 war Wittwer Oberassistent an der Hochschule für industrielle Formgestaltung Halle /  Abteilung Theorie und Methodik. Die Abteilung war in dieser Zeit mit dem Entwurf eines Designlexikons beschäftigt. Er beteiligte sich mit wissenschaftlichen Beiträgen an mehreren designtheoretischen Kolloquien der Hochschule.
Von 1981 bis 1985 arbeitete Wittwer in Berlin als Wissenschaftlicher Mitarbeiter und Sektorenleiter im Amt für industrielle Formgestaltung / Abt. Maschinen und Anlagen. Er beteiligte sich mit Beiträgen in Designforen des Amtes. Mit der Humboldt-Universität zu Berlin / Sektion Wissenschaftstheorie und -organisation hat er an entsprechenden Projekten mitgearbeitet. Als nebenberuflicher Dozent und Autor von Lehrmaterialien war er von 1981 bis 1989 in der Kammer der Technik Berlin für die Weiterbildung von Ingenieuren tätig. 
Ab 1985 war er Stellvertretender Direktor der Fachschule für Werbung und Gestaltung Berlin-Oberschöneweide. Hier bemühte sich Wittwer um eine weitere Entwicklung der Theoriefächer der Fachschule. Er unterrichte in den Fächern Ästhetik, Kommunikationstheorie und Wirtschaftskommunikation. 1986 erhielt er die Hochschullehrbefähigung (facultas docendi) von der Humboldt-Universität zu Berlin / Gesellschaftswissenschaftliche Fakultät. 
1990 wurde Wittwer zum Fachschuldozent durch das Ministerium für Bildung und Wissenschaft des Ministerrats ernannt.
Er war von 1967 bis 1990 Mitglied des Verbands Bildender Künstler der DDR und beteiligte sich an mehreren Ausstellungen. 
Nach der Wende 1990 tritt er als Stellvertretender Direktor der Fachschule zurück und wird als Stellvertretender Leiter des neuen Fachbereichs Wirtschaftskommunikation bis zur Schließung der Fachschule durch den Senat von Berlin ernannt.
Von 1994 bis 2008 war Wittwer Ständiger Vertreter des Schulleiters und anschließend Kommissarischer Schulleiter der Berufsfachschule für Design im Lette-Berlin Berlin / Stiftung des öffentlichen Rechts. Unter seiner Leitung wurden neue Lehrpläne für die Fachbereiche erarbeitet. Er unterrichtete in den Fächern Kunstgeschichte, Designtheorie, Kommunikationstheorie, Marketingmanagement sowie Kreativitätsmethodik und Gestaltungsgrundlagen.1994 wurde er zum Oberstudienrat und 2001 zum Studiendirektor durch das Kuratorium des Lette-Vereins Berlin ernannt. Von 1997 bis 2008 war er Mitglied der Vereinigung der Oberstudienräte des Landes Berlin / Interessenverband Berliner Schulleitungen.
Seit 2008 ist er im Ruhestand und ehrenamtliches Mitglied in verschiedenen kulturhistorischen Vereinen. 

## Veröffentlichungen
- Einige neurobiologische Aspekte der Ästhetik. In: 3. Kolloquium 1979 der Hochschule für industrielle Formgestaltung Halle / Burg Giebichenstein
- Ausgewählte Grundlagen der Industrieformgestaltung für Techniker / Lehrbrief. Dresden 1983
- Design/Unterprogramm 15.1. In: Programmbibliothek für Aufgaben des Planes Wissenschaft und Technik des Ministeriums für Allgemeinen Maschinen-, Landmaschinen- und Fahrzeugbau Berlin 1980
- Bestimmung des Designs und Kriterien des Designs für Vergleiche. In: Weltstandsvergleiche und Design. Designforum 1984 des Amtes für industrielle Formgestaltung
- mit Georg Gerhardt: Inhaltliche und methodische Grundlagen der Bewertung von Designergebnissen (Designzielstellungen und Designlösungen). Humboldt-Universität zu Berlin 1985